# Câu lạc bộ bóng đá SHB Đà Nẵng B
Câu lạc bộ bóng đá trẻ SHB Đà Nẵng là một câu lạc bộ bóng đá có trụ sở tại Đà Nẵng, Việt Nam, hiện thi đấu tại Giải bóng đá hạng Nhì Quốc gia. Đây là đội dự bị của SHB Đà Nẵng.

## Lịch sử
Câu lạc bộ bóng đá Trẻ SHB Đà Nẵng tiền thân là đội bóng đá Quân khu 5. Đội bóng quân khu 5 vô địch giải hạng nhì quốc gia 2005 và giành quyền thăng hạng nhất từ mùa bóng 2006. Kết thúc mùa giải 2008 cả hai đội bóng quân khu 5 và quân khu 7 cùng bị xuống hạng nhì.
Đến trước mùa giải 2011, CLB bóng đá QK5 đổi tên thành Trẻ SHB Đà Nẵng sau khi Sở thể dục thể thao TP Đà Nẵng chuyển giao đội bóng cho Ngân hàng Sài Gòn - Hà Nội (SHB).
Trước khi giải bóng đá hạng nhì quốc gia 2011 khởi tranh vài ngày, câu lạc bộ chính thức chuyển đổi mô hình hoạt động sang thành Công ty Cổ phần Thể thao. Kết thùa mùa giải 2011 đội bóng vô địch và giành quyền thăng giải hạng nhất quốc gia 2012.
Mùa bóng 2012 lần đầu tiên chơi bóng ở giải đấu cao thứ nhì quốc nội, đội bóng đá trụ hạng thành công với vị trí thứ 7 chung cuộc. Trước thềm giải bóng đá hạng nhất quốc gia 2013, trẻ SHB Đà Nẵng chính thức bị giải tán.
Mùa bóng 2018, đội bóng quay trở lại tham dự giải hạng ba quốc gia 2018 và giành được suất thăng hạng Nhì 2019

## Thành tích

### Cấp quốc gia
Giải bóng đá hạng nhất quốc gia Việt Nam:
- Xếp Hạng (10): 2006
- Xếp Hạng (12): 2007
- Xếp Hạng (13): 2008
- Xếp Hạng (7): 2012

Giải vô địch bóng đá hạng nhì Việt Nam:
- Vô địch (2): 2005, 2011

### Giải giao hữu
Cúp Hùng Vương:
- Vô địch (1): 2012

## Đội hình hiện tại
Ghi chú: Quốc kỳ chỉ đội tuyển quốc gia được xác định rõ trong điều lệ tư cách FIFA. Các cầu thủ có thể giữ hơn một quốc tịch ngoài FIFA.
| Số | VT | Quốc gia | Cầu thủ             |
| -- | -- | -------- | ------------------- |
| 3  |    | Việt Nam | Phùng Lê Cao Sơn    |
| 4  |    | Việt Nam | Lương Duy Cương     |
| 5  |    | Việt Nam | Hà Ngọc Quang Thông |
| 6  |    | Việt Nam | Quách Công Đình     |
| 7  |    | Việt Nam | Nguyễn Kim Quang    |
| 8  |    | Việt Nam | Lê Văn Hưng         |
| 9  |    | Việt Nam | Đỗ Hữu Minh Quang   |
| 10 |    | Việt Nam | Phạm Xuân Tạo       |
| 11 |    | Việt Nam | Trần Thanh Tài      |
| 12 |    | Việt Nam | Phạm Văn Hữu        |
| 14 |    | Việt Nam | Phạm Bá Thảo        |
| 15 |    | Việt Nam | Nguyễn Trọng Nam    |
| 16 |    | Việt Nam | Phạm Đình Duy       |
| 17 |    | Việt Nam | Võ Minh Đan         |

| Số | VT | Quốc gia | Cầu thủ                |
| -- | -- | -------- | ---------------------- |
| 18 |    | Việt Nam | Võ Phúc                |
| 19 |    | Việt Nam | Lê Văn Long            |
| 20 |    | Việt Nam | Phạm Minh Chiến        |
| 21 |    | Việt Nam | Nguyễn Minh Tính       |
| 22 |    | Việt Nam | Lê Hồng Đức            |
| 23 |    | Việt Nam | Hà Ngọc Quang Minh     |
| 24 |    | Việt Nam | Trần Vương             |
| 25 |    | Việt Nam | Nguyễn Ngọc Thi        |
| 26 |    | Việt Nam | Lâm Lê Phước Tiến Dũng |
| 27 |    | Việt Nam | Lê Ngô Quang Hậu       |
| 28 |    | Việt Nam | Nguyễn Công Trịnh      |
| 29 |    | Việt Nam | Trần Nguyễn Khánh Hòa  |
| 30 |    | Việt Nam | Nguyễn Thành Khải      |
| 31 |    | Việt Nam | Hồ Ngọc Hoàng          |

## Thành phần ban huấn luyện
| Ban huấn luyện Trẻ SHB Đà Nẵng \| Huấn luyện viên trưởng: Huấn luyện viên phó: Huấn luyện viên phó thủ môn: \| Phan Công Thìn Trần Văn Thọ Nguyễn Đình Thuần \| |                                               |
| Huấn luyện viên trưởng: Huấn luyện viên phó: Huấn luyện viên phó thủ môn:                                                                                       | Phan Công Thìn Trần Văn Thọ Nguyễn Đình Thuần |

## Logo của câu lạc bộ

Từ năm 2011 - 2012